# Pomme de Terre (rivière, Missouri)
Pour les articles homonymes, voir Pomme de terre (homonymie).
La rivière Pomme de Terre (Pomme de Terre River) coule dans l'État du Missouri aux États-Unis. Elle est un affluent droit de la rivière Osage, elle-même affluent de la rivière Missouri. Elle fait partie du bassin hydrographique du Mississippi.

## Toponymie
Son appellation, pomme de terre, lui fut donnée par les trappeurs et coureurs des bois français et canadiens-français qui parcoururent cette région de la Louisiane française et de la Nouvelle-France. Ils entrèrent en contact  avec les Amérindiens des tribus osages, membres de la Nation sioux, qui cultivaient ce tubercule.

## Homonymie
Une autre rivière des États-Unis porte le même nom. Elle coule dans l'État du Minnesota et n'a aucun lien géographique avec celle-ci.
Voir : Rivière Pomme de Terre (Minnesota).

## Géographie
La rivière Pomme de Terre est longue de 182 km. Elle prend sa source dans le comté de Greene, au Missouri, dans les Monts Ozark, puis s'écoule dans le comté de Webster, le comté de Dallas, le comté de Polk, le comté de Hickory et le comté de Benton. Dans le comté de Polk, elle reçoit les eaux de la rivière "Little Pomme de Terre". Elle se jette dans la rivière Osage en formant un des bras du réservoir Harry S. Truman.

### Bassin versant
Son bassin versant est de 2 176 km2

## Hydrologie
Son régime hydrologique est dit pluvial océanique.

## Aménagements et écologie

### Barrage et retenue d'eau du lac Pomme de Terre
Dans le comté de Hickory, le Corps du génie de l'armée des États-Unis a construit un barrage sur le cours de la rivière qui a formé le lac Pomme de Terre.